# Karl Christian Planck
Karl Christian Planck (Stuttgart, 1819. január 17. – Winnenden, 1880. január 7.) német filozófus. 
Hegelből indult, később elvált tőle és a realizmusnak egy rendszerét dolgozta ki, mely inkább csak névleg az, mert Planck a modern természettudományi elméletek ellen hévvel küzdött. Nála a való extenzív és intenzív mennyiségű, s belső középponti össztevékenység minden jelenség formája, a mindenségé, a szervezeté és a megismerő és erkölcsi egyéniségé. Az igazi vallási tudat a tiszta természet megismerésében nyilvánul. Az észt az élet természeti föltételeinek kell alárendelni, nem pedig a halhatatlanság hitével tőlük elszakítani. Meghalt mint a maulbronni evangélikus szeminárium eforusa.

## Főbb művei
- Die Weltalter (1850, 1851, 2 rész);
- Grundlinien einer Wissenchaft der Natur (1864);
- Grundiss der Logik (1873);
- Testament eines Deutschen; Philosophie der Natur und der Menschheit, kiadtta KöstlinK. (Tübingen, 1881).

## Forrás
- Planck. In  A Pallas nagy lexikona. Szerk. Bokor József. Budapest: Arcanum – FolioNET. 1998.  ISBN 963 85923 2 X